# Protomédie
Dans la mythologie grecque, Protomédie (en grec ancien Πρωτομέδεια / Prôtomédeia) est une Néréide, fille de Nérée et de Doris, citée par Hésiode dans sa liste de Néréides. 

## Étymologie
Son nom signifie Première Reine, du grec Prôto (premier) et Medeia (reine).

## Famille
Ses parents sont le dieu marin primitif Nérée, surnommé le vieillard de la mer, et l'océanide Doris. Elle est l'une de leur multiples filles, les Néréides, généralement au nombre de cinquante. Pontos (le Flot) et Gaïa (la Terre) sont ses grands-parents paternels, Océan et Téthys ses grands-parents maternels.

## Évocation moderne

### Zoologie
Le genre de Crustacés des Protomedeia tient son nom de la Néréide.

### Littérature
- Protomédie est citée parmi d'autres Néréides par le poète symboliste Jean Moréas (1856-1910) dans un de ces poèmes.